# Palais Spinrath

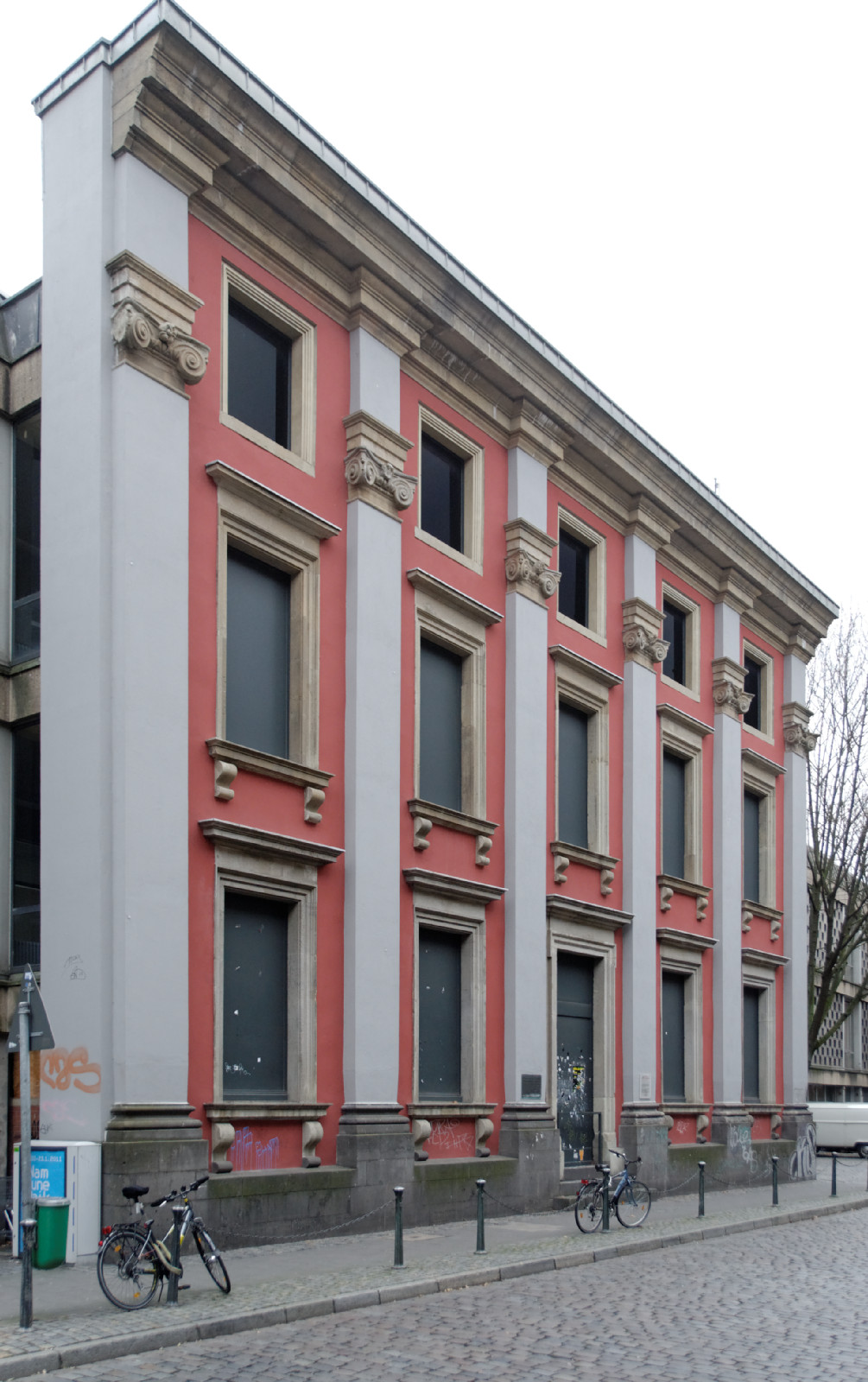
Erhaltene Fassade des Palais Spinrath

Das Palais Spinrath in Düsseldorf war ursprünglich ein Cölesterinnenkloster, das von 1696 bis 1712 von Matteo Alberti an der Ratinger Straße 15 erbaut wurde.
Das Cölestinerinnenkloster wurde im Oktober 1794 durch ein Artillerie-Bombardement, das von der die Stadt am früheren Fort Düsselburg belagernden französischen Revolutionsarmee ausging, getroffen und ging dabei in Flammen auf. Adolph von Vagedes baute das so beschädigte Gebäude von 1805 bis 1812 zu einem dreistöckigen Wohnhaus um. In dem Haus befand sich laut Heinrich Ferber seit 1817 die sich im Speditions-, Kommissions- und Manufakturwarenhandel  betätigende Firma von Wilhelm Cleff (1765–1820), die 1824 in „Cleff, Camphausen & Cie.“ umfirmierte und als eines der frühen Bankhäuser des Finanzplatzes Düsseldorf gilt. Das Haus wurde danach Eigentum von L[au]renz Spinrath (1847 die Maltuchfabrik von Lorenz Spinrath), später von dessen Erbe. Von 1825 bis 1859 war in dem Spinrath’schen Palais die überregional bedeutende Lithographische Anstalt Arnz & Comp. untergebracht. Die berühmten Düsseldorfer Maler Andreas und Oswald Achenbach hatten in diesem Gebäude ihr Atelier. Von 1862 bis 1883 befand sich hier die Augenklinik unter Albert Mooren. Im Zweiten Weltkrieg beschädigt, wurde die Fassade in den Baukomplex des ehemaligen Landgerichts integriert.
Die Fassade ist denkmalgeschützt. Der Bau gilt als „bedeutendes Bauwerk der frühen Vagedes-Ära“. Er ist eine gelungene Verbindung von Barockbau und frühklassizistischer Architektur, denn die „feierlich-schweren Formen des frühen Vagedes-Klassizismus harmonieren gut mit den vom Barockbau übernommenen Pilastern“. Nachdem die Nutzung als Landgericht aufgegeben worden war, wurde die Straßenfassade des Palais den 2010er Jahren in das Gebäudeensemble des Immobilienprojekts Andreasquartier integriert.

## Galerie

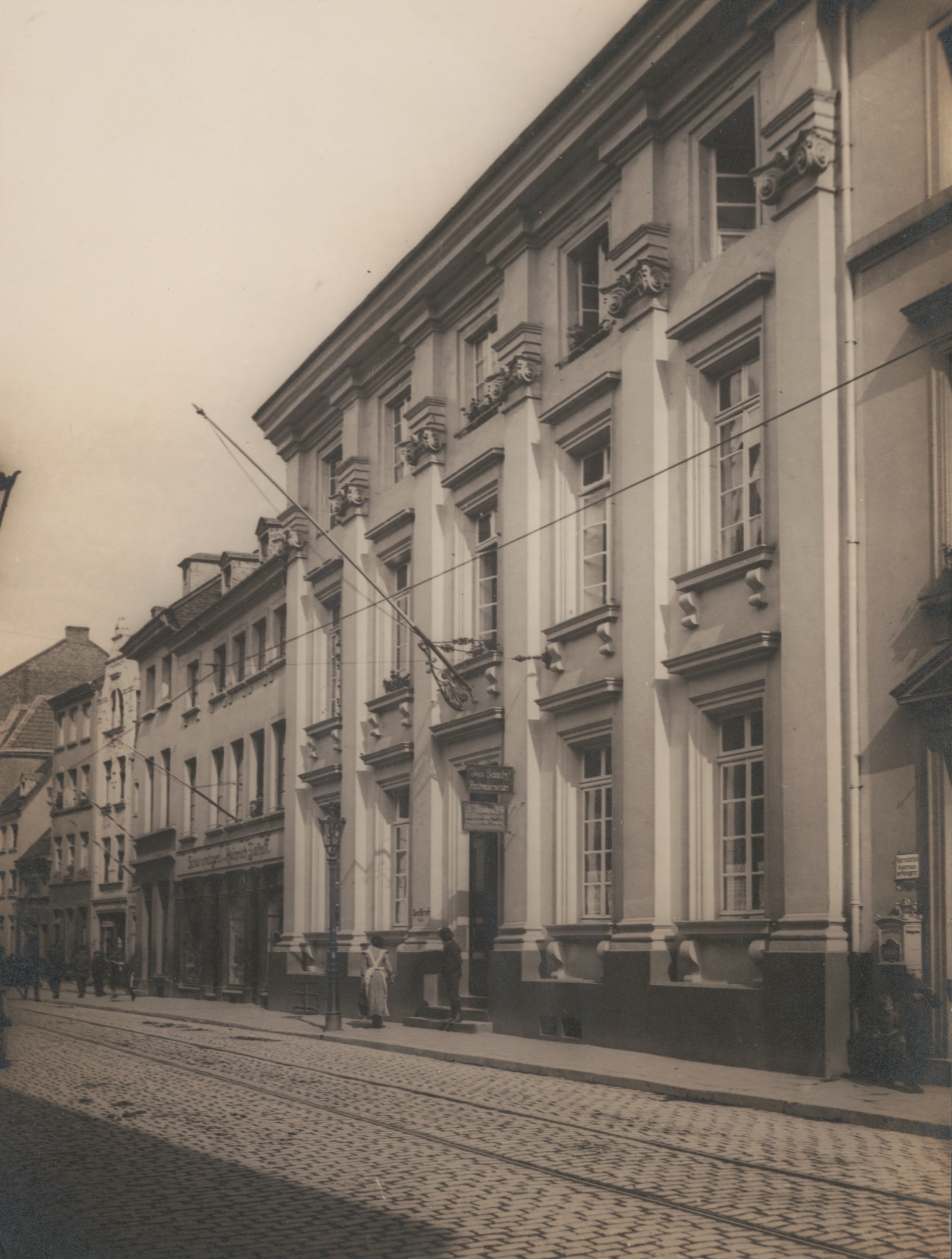
Eigentum des Gemälde-Restaurateurs Josef Lorenz Spinrath, Foto Erwin Quedenfeldt (1909)
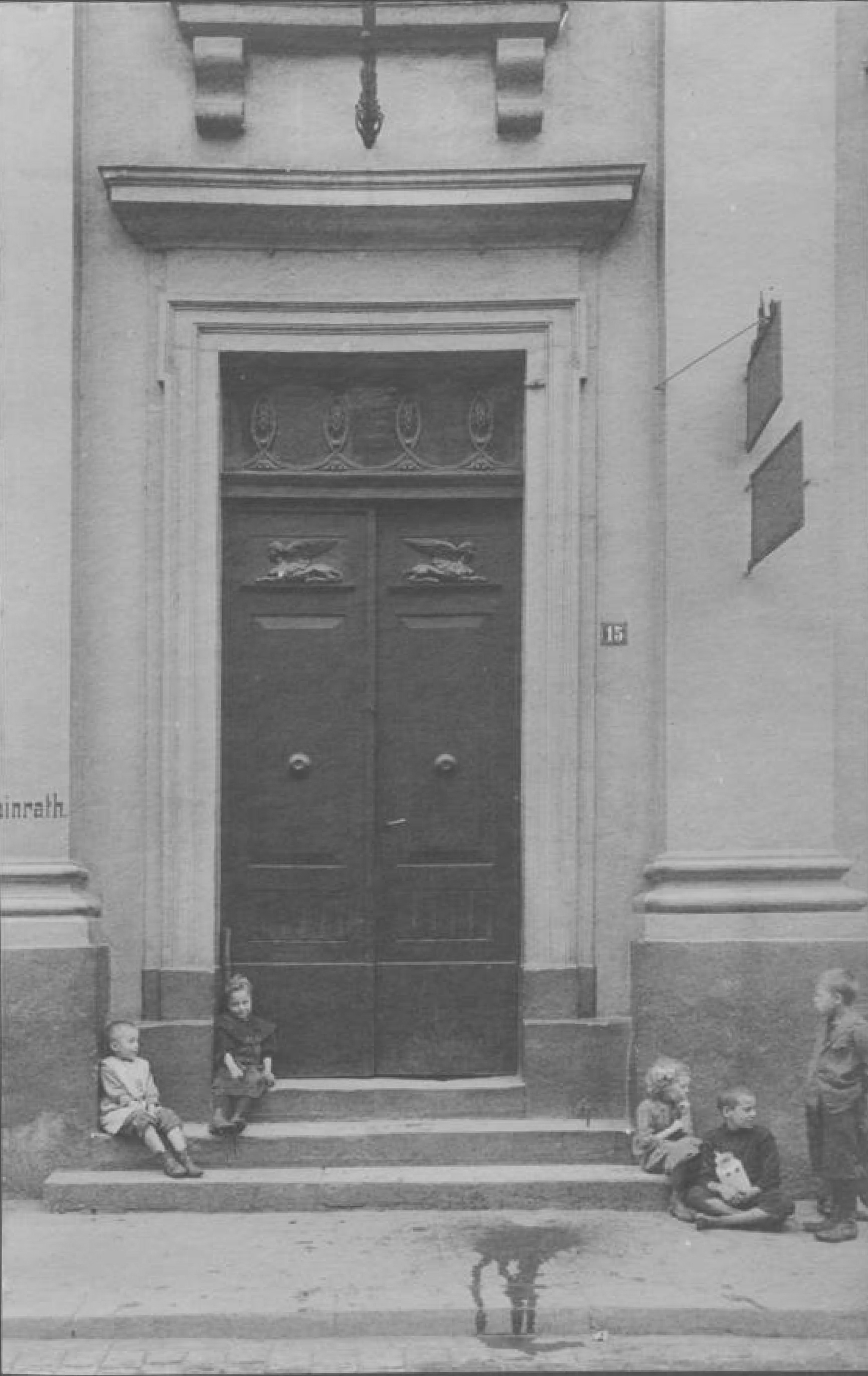
Portal, Foto Erwin Quedenfeldt (1909)
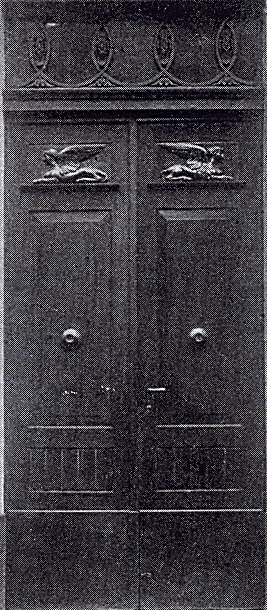
Tür (1909)
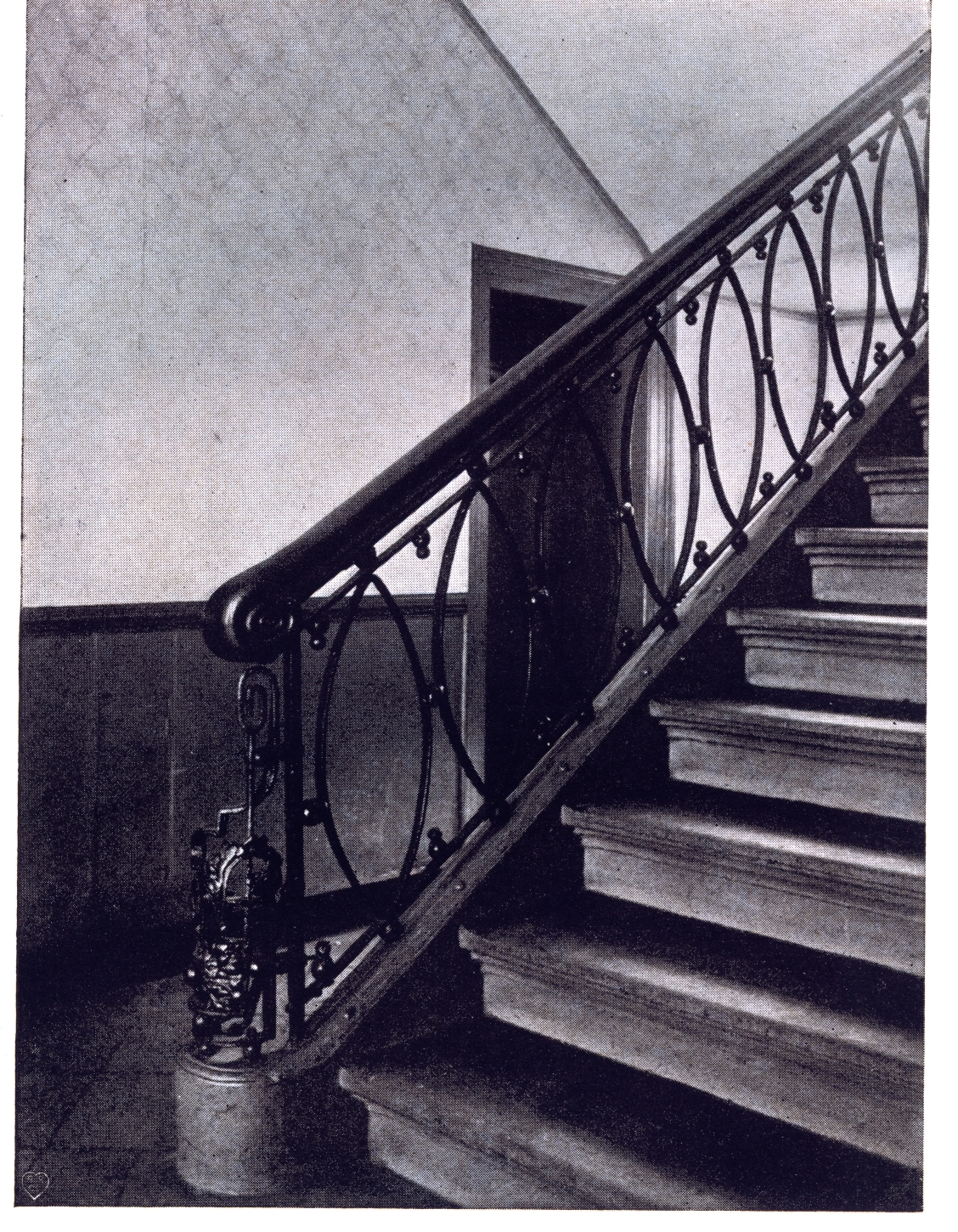
Treppe (1909)
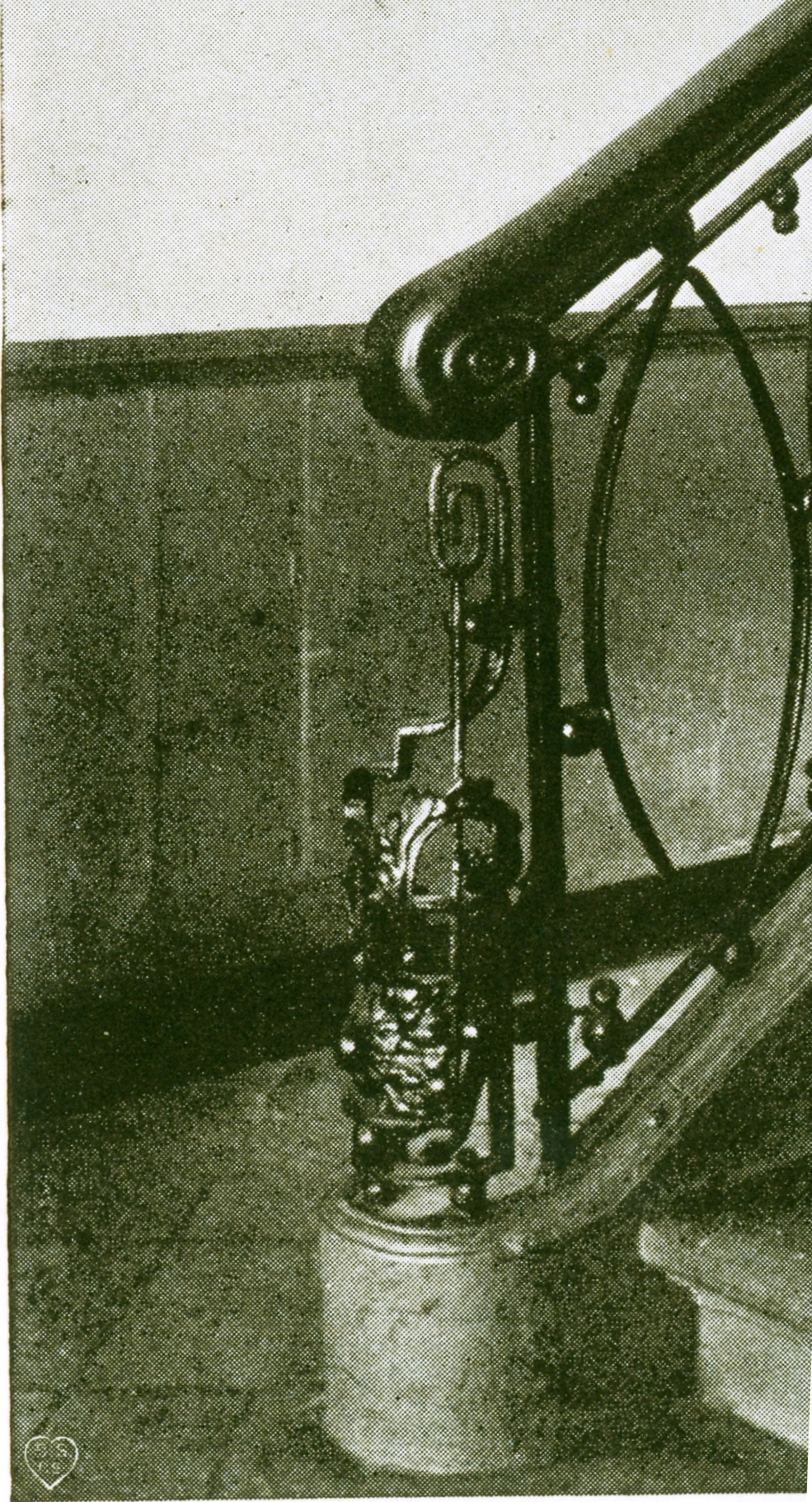
Treppendetail (1909)
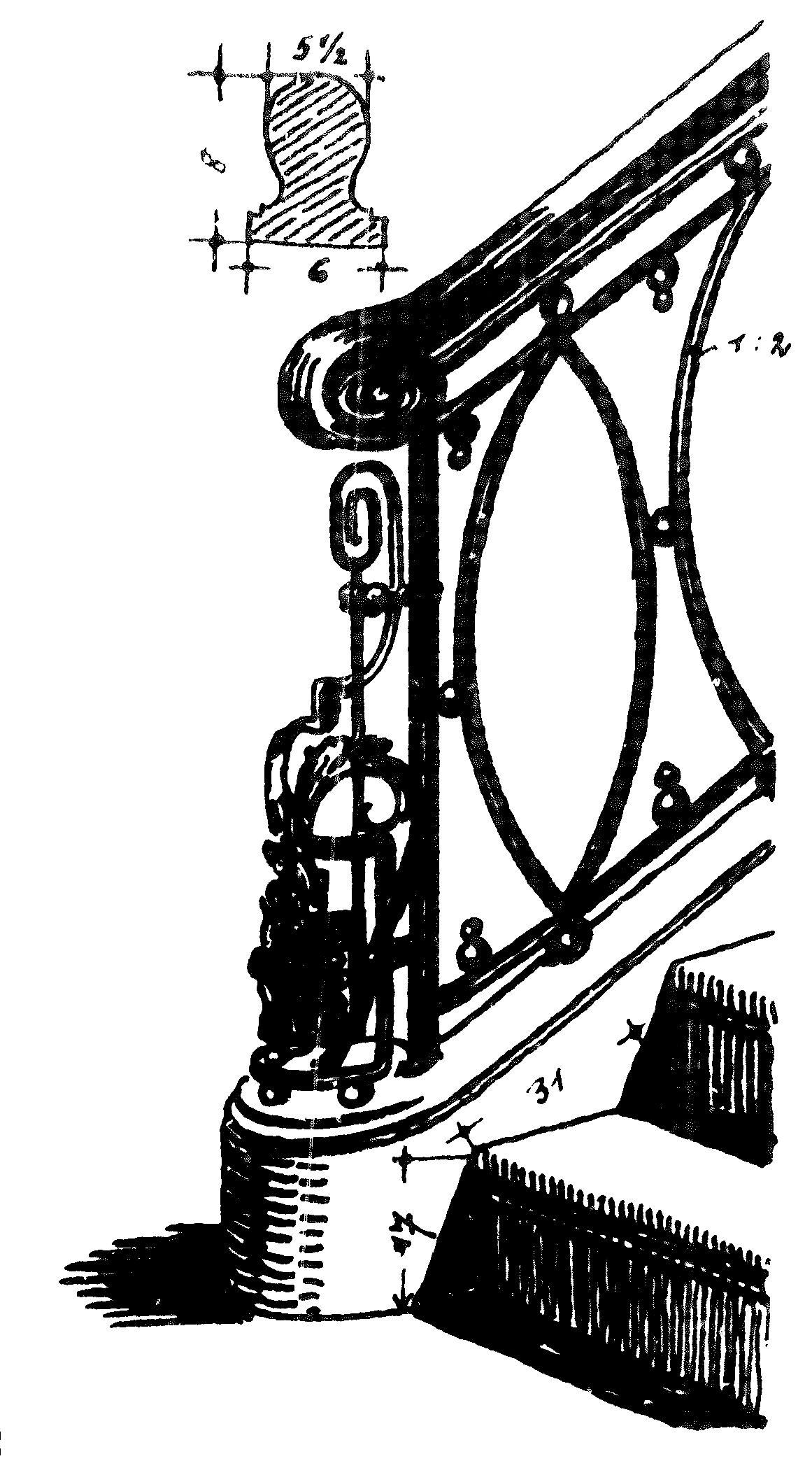
Treppendetail (Paul Sültenfuß)